# ウィルソンビル (オレゴン州)
ウィルソンビル（Wilsonville）は、アメリカ合衆国オレゴン州のクラカマス郡にある都市。人口は2万6664人（2020年）。ポートランドの南西25キロメートルに位置しており、ポートランド都市圏に含まれる。

## 歴史
町の歴史は1846年にアルフォンソ・ブーンがウィラメット川の岸辺に入植したことに始まる。彼は探検家ダニエル・ブーンの孫である。1890年には鉄道が開通した。1968年の自治体設立時の人口は1,000人ほどだった。近年はポートランド都市圏の拡大に伴いベッドタウン化が進行しており人口は急速に増加している。

## 経済
市内の大きな事業所としては、フリアーシステムズ本社とメンター・グラフィックス本社が挙げられる。アメリカ西海岸の幹線道路である州間高速道路5号線が市内を縦断しているため、物流業の事業所も多い。

## 国際交流
福島県喜多方市の姉妹都市である。